# Sawojajar (Takeran)
Sawojajar is een bestuurslaag in het regentschap Magetan van de provincie Oost-Java, Indonesië. Sawojajar telt 2379 inwoners (volkstelling 2010).